# Нігун

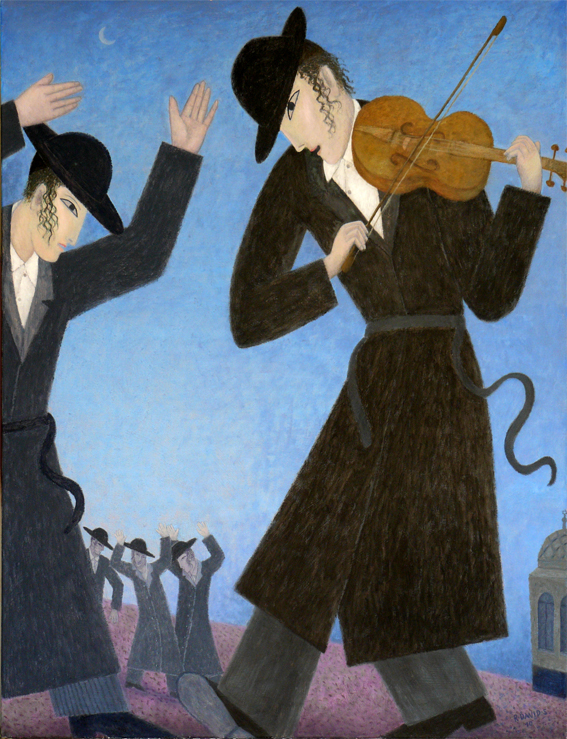
Роджер Девід Серве : Хасиди

Нігун, або ніґґун (множина ніґґунім) (івр. ניגון — «наспів» або «мелодія», множина нігунім) або ніггун (множина ніггунім) — це форма хасидської пісні або мелодії, наспів, частіше за все, без слів, або вокальна композиція, з часто повторюваними звуками-фразами типу «Ой-ой-ой», «Бім-Бім-Бам», «Лай-Лай-Лай», «Яй-Яй-Яй» або «Ай-Ай-Ай» замість формальних текстів. Нігунім є особливо центральним у богослужінні в хасидському юдаїзмі, який розробив власні структуровані душевні форми, щоб відобразити містичну радість інтенсивної молитви (девекут).
Нігунім — це здебільшого імпровізація, хоча вони можуть базуватися на тематичних уривках і бути стилізованими за формою, відображаючи вчення та харизму духовного керівництва конгрегації чи її релігійного руху. Часто виконується хором. Іноді нігун може містити цитати з Тори, біблійні вірші або цитати з інших класичних єврейських текстів. Деякі нігуни співаються як плачі-голосіння, тоді як інші можуть бути радісними або переможними.

## Нігун, нігунім— частина хасидських практик
Відродження інтересу до єврейської музики, клезмеру було викликано також завдяки популярності хасидизму. Різні хасидські династії (групи, течії) мають власні нігунім, які складаються їхнім ребе, або лідером династії. Хасиди збираються на свята, щоб співати хором. Є застільні нігуни, що часто супроводжуються вживанням горілки.
Існують також нігуніми для індивідуальної медитації, які називаються «нігунім девекус» — від «девекут» (з'єднання з Богом). Вони, як правило, набагато повільніші, ніж нігун застільні, і майже завжди співаються без тексту. 
Баал Шем Тов, засновник хасидизму, говорив про devekus nigunim як про містичні «пісні, які виходять за рамки складів і звуків». Кілька мелодій, які приписують йому, співаються й сьогодні.
Деякі нігуни походять з неєврейських джерел. Євреї-хасиди, спираючись на практику свого засновника рабина Ізраеля Баал Шем Това, адаптували гімни та навіть народні пісні, українські, наприклад, приписуючи їм новий духовний вимір. 
Так наприклад, Хабад- хасиди взяли за основу французькі мелодії «Марсельєзи» та «Маршу Наполеона», а також російські чи німецькі застільні пісні як частину свого ритуалу-літургії. Багато хасидів вважають, що ці пісні в їхніх світських формах перебувають у духовному вигнанні. Пристосовуючи їх до літургійних форм, вони «піднімають Святі Іскри» відповідно до вчення системи каббали рабина Ісаака Лурії . (Те саме обґрунтування використовується для використання арабських мелодій для сефардських пізмонім — традиційних єврейських пісень.) Процес триває донині, час від часу з'являються нові нігунім, або обробки старих.
Нігунім зазвичай співають на хасидських зборах (Tish / Farbrengens), коли велика кількість послідовників збирається разом, щоб співати та обговорювати духовні концепції. За повір'ям, коли ви співаєте нігун, у кімнаті з'являється душа рабина, який його створив. У святкових випадках нігунім — це, перш за все, радісні мелодії. У свято Сімхат Тора, найрадісніший день у календарі, у синагозі під час танцю з сувоями Тори співають палкі нігунім.
Серед різноманіття хасидських династій визначними є різні стилі нігунім, що відображають альтернативні духовні шляхи кожної групи. До них відносяться емоційна творчість Брацлава, підбадьорливі марші Гера, харизматична віра Каліва та інтелектуальний зміст Хабаду.

### Калівер нігунім

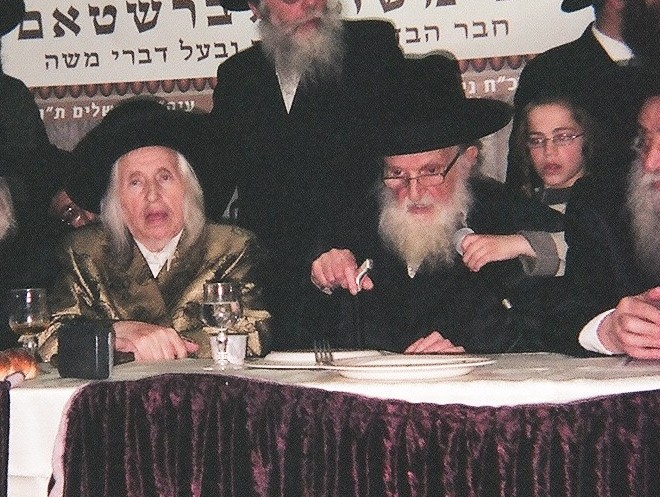
Ліворуч попередній ребе Калівер

Династія Каліверів почалася з рабина Іцхака Ісака Тауба (1744–1828) з Надькалло (на ідиш Kaliv), Угорщина. Він був першим хасидським Ребе в Угорщині. Його ініціював рабин Лейб Сара, учень Баал Шем Това. Рабин Лейб вперше зустрів рабина Ісаака, коли той був маленькою дитиною, маленьким пастухом. Рабин Лейб сказав його матері, вдові, що її сину судилося стати великим цадиком. Він відвіз маленьку дитину до Нікольсбурга, щоб навчатися у рабина Шмельке з Нікольсбурга. Рабин Ісаак став великим Ребе і був відомий як «Солодкий співець Ізраїлю». Він створив багато популярних хасидських мелодій. Часто він переробляв угорські народні пісні, додаючи єврейські слова. Він навчав, що мелодії, які він чув, насправді походили зі Святого Храму в Єрусалимі і були втрачені серед народів протягом багатьох років, і він знайшов їх і повернув єврейському народу.  Він сказав, що доказом того, що це правда, є те, що невірний народ, який навчить його пісні, забуде її, щойно ребе вивчить її. Він був відомий тим, що написав традиційну угорську хасидську мелодію Szól a kakas már. Коли Лейб Сара знайшов його, він заспівав угорською пісню, яку знав від пастухів, Erdő, erdő, яку він адаптував до юдаїзму, змінивши слова. У версії Іцака Айзека любов у пісні стосується Шехіни (Божественної Присутності), яка перебуває у вигнанні до Месії: 
Ліс, о ліс, який ти великий!

Троянда, о троянда, яка ти далека!

Якби ліс не був таким просторим,

Моя троянда не була б так далеко.

Хто виведе мене з лісу,

І поєднати мене з моєю трояндою?

Потім він заспівав це так, як це почув рабин Лейб Сара.

Вигнання, о вигнання, який ти великий!

Шехіна, Шехіна, яка ти далека!

Якби вигнання не було таким великим,

Шехіна була б не так далеко.

Хто виведе мене з вигнання,

І об’єднати мене з Шехіною?
Ще одна відома пісня Калівера Ребе – Sírnak, rínak a bárányok – також угорською мовою.

Крім того, є чудова пісня «Kol Haberuim» Баруха Левіна, слова якої звучать так:
Ця кімната закрита, але з нігуном...

### Хабад нігунім

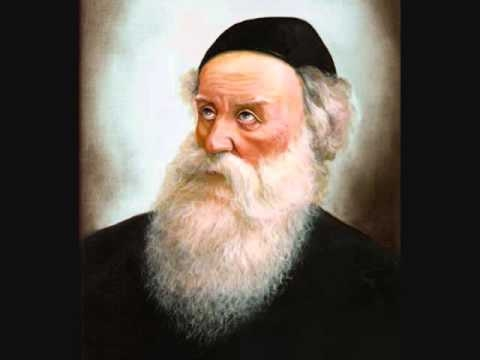
Шнеур Зальман - лідер династії Хабад

Нігуніми з династії Хабад захоплюються в хасидизмі за їхню інтелектуальну глибину. Мета хасидської думки Хабад — сформулювати хасидську філософію у філософському дослідженні, щоб пробудити внутрішній емоційний екстаз..
Хабадські нігунім говорять про два типи хасидів: практичний «Овейд» (від слова служити Богу-Авода) та інтелектуальний «Маскіл» (від слова інтелектуально вивчати-Гаскала). Обидва вони об'єднані в містичному запалі хасидизму «девекут», але головна мета Овейда — втілити їхнє натхнення в практичні дії, тоді як основна мета Маскіла — досягти глибшого розуміння хасидської думки. Ця диференціація дає змогу цілісно поєднати інтелектуальні цілі Хабаду з емоційною радістю та пошуком душі. Другий Ребе Хабаду, Довбер Шнеурі, розрізняв основний хасидський «ентузіазм» і хабадську мету інтелектуально створеного «екстазу». Ентузіазм виражається в емоційному піднесенні, відображеному в емоційному нігунім. Екстаз — це внутрішнє емоційне сприйняття, яке може бути стриманим у зовнішньому вираженні, коли це підходить. Медитативний характер багатьох хабадських нігунімів виражає це. Серед них: Ніггун Шаміль, Ніґґун із чотирьох строф, Цома Леча Нафші, Хачана Ніггун, Анім Земірот, Став я піту, Ху Елокейну.

### Нігунім руху «Мусар»
Рух Мусар також використовував нігун, базуючись на усвідомленні того, як музика впливає на внутрішній стан. У XIX столітті рух Мусар розвинув власні характерні традиції співу нігунім. У XXI столітті досі нігунім використовується на початку та в кінці практик руху «Мусар».

## Дивись також
- Клейзмер
- Брацлавські хасиди
- Рош га-Шана
- Дервіші
- Духовні практики

- Медитація
- Імпровізація
- Хасиди

## Цитування
1. ↑  Music In Kaballah, The Nigun's Influence on the Soul From the book Shirat HaLev (The Song of the Heart) by Shmuel Stern – Translated by Gita Levi. Accessed February 2014.
2. ↑  "The Singing Tzaddik"
3. ↑  "Nigun Shamil: The Soul Endlessly Yearning for What It Has Always Never Been.
4. ↑  Muir, S. Hasidism and Mitnagdism in the Russian Empire: the (mis)use of Jewish music in Polish-Lithuanian Russia (PDF).
5. ↑  Afternoons of Mussar. mussarinstitute.org. Архів оригіналу за 29 травня 2019. Процитовано 20 травня 2019.
6. ↑  Stone, Ira (14 травня 2013). A Responsible Life: The Spiritual Path of Mussar (англ.). Wipf and Stock Publishers. ISBN 9781620328750.

## Загальна та цитована література
- Pinson, DovBer, Inner Rhythms: The Kabbalah of Music, Jason Aronson, Inc. 2000. Чудові розділи про історію єврейської музики, різні типи та використання хасидських нігунімів тощо.
- Стерн, Шмуель, Шират ХаЛев (Переклад «Пісня серця») Переклад Гіти Леві.